# Hakim ibn Hizam
Ḥakīm ibn Ḥizām ibn Khuwaylid (in arabo حكيم بن حزام بن خويلد‎?; La Mecca, 557 – 674) è stato un Sahaba.
Nipote della prima moglie di Maometto, Khadīja bt. Khuwaylid, regalò lo schiavo Zayd b. Ḥāritha (da lui acquistato in un mercato di schiavi) alla zia paterna, che lo donò a sua volta al marito, che finì con l'adottarlo. Varrà la pena ricordare che Khadīja e il futuro Profeta dell'Islam vivevano in una casa (bayt) compresa in un complesso di abitazioni (dār) di sua proprietà, a dimostrazione della sua agiatezza, derivantegli dall'attività mercantile, che lo portava normalmente nel Bilād al-Shām come anche in Yemen.
Nonostante l'affetto che aveva per la zia e la sua sensibilità spirituale che lo portava a praticare il taḥannuth (ritiro spirituale), Ḥakīm si convertì però all'Islam solo nel 630, al momento dirimente della conquista di Mecca, allorché si recò personalmente da Maometto per dichiarare la sua adesione alla fede islamica, insieme con Abu Sufyan, quest'ultimo spinto a ciò dalle preoccupate ansie dello zio paterno del Profeta, al-ʿAbbās b. ʿAbd al-Muṭṭalib, suo amico e anch'egli ricco mercante meccano.